# 10191 Scottbolton
A 10191 Scottbolton (ideiglenes jelöléssel (10191) 1996 NU1) a Naprendszer kisbolygóövében található aszteroida. A NEAT program keretein belül fedezték fel 1996. július 14-én.

## Kapcsolódó szócikk
- Kisbolygók listája (10001–10500)